# Fauna Republicii Moldova

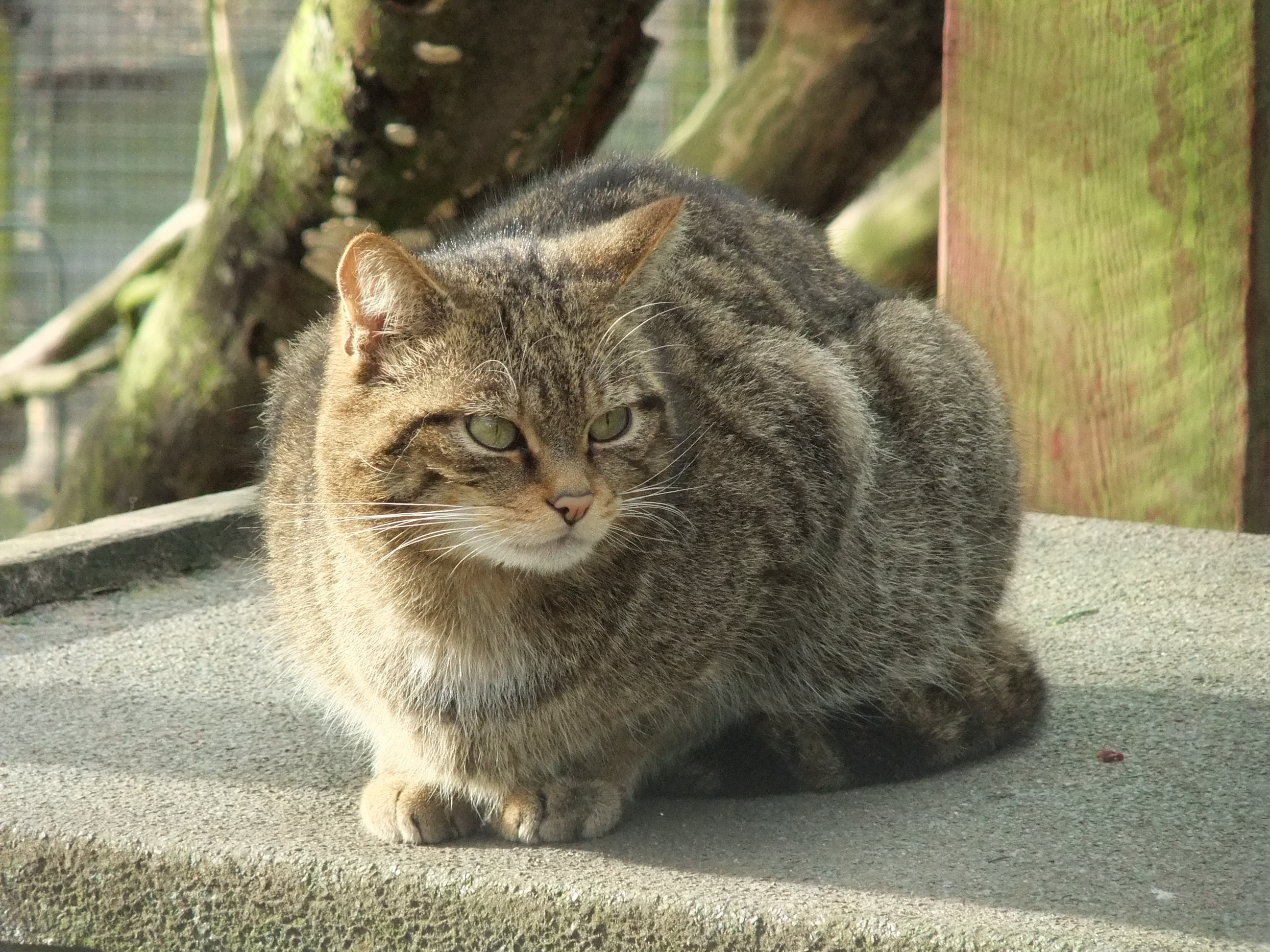
Pisica sălbatică se întâlnește în luncile principalelor râuri

Fauna Republicii Moldova numără circa 14.800 de specii de animale, dintre care:
- Vertebrate – 461 specii (mamifere – 70 specii, păsări – 281 specii, reptile – 14 specii, amfibieni – 14 specii, pești – 82 specii).

- Nevertebrate – 14.339 specii, inclusiv insecte (cca 12.000 specii).

Lumea animală depinde implicit de caracterul florei care îi oferă hrană, adăpost și siguranță. Fauna Moldovei cuprinde circa 17 mii de specii animale dintre care 16,5 mii sunt nevertebrate și 460 de vertebrate. Fauna vertebratelor include 70 specii de mamifere, 281 specii de păsări, 14 specii de reptile, 14 specii de amfibieni și 82 specii de pești. În a doua ediție a Cărții Roșii sunt înscrise 16 specii de mamifere, 39 de specii de păsări, mai vulnerabile și periclitate cele răpitoare [67], 8 reptile, 1 amfibian, 12 pești, 1 chișcar, 37 insecte, 1 crustaceu și 3 moluște.[64] În pădurile Moldovei se pot distinge unele specii de animale ca: căprioara, mistrețul, vulpea, bursucul, veveriță, jderul sau pisica sălbatică și specii de păsări ca coțofana, pupăza, privighetoarea, mierla. În zonele de stepă se găsesc și următoarele specii de rozătoare: șoarecele de câmp, hârciogul, iepurele, popândăul, de păsări: ciocârlia, prepelița, potârnichea, și mai rar, dropia și alte animale precum bursucul și vulpea.
Lacurile și bălțile sunt populate mai ales de gâște, rațe sălbatice și lebede. În mediul acvatic și anume în râurile și lacurile din țară se întâlnesc următoarele specii de pești: crapul, știuca, șalăul, somonul ș.a.
Cea mai mare parte a nevertebratelor o alcătuiesc insectele peste 10000 de specii din 28 de ordine. Cele mai diversificate ordine sunt Coleopterele, peste 2 mii de specii: rădașca (Lucanus cervus, 75 mm), gândacul rinocer (Oryctes nasicornis, 41 mm), croitorul mare al stejarului (Cerambyx cerdo, 56 mm) etc., și lepidopterele, cu peste 800 de specii: fluturele ochi de păun mare (anvergura aripilor →150 mm), fluturele cap de mort (anvergura →120 mm). În entomofauna republicii se mai întâlnesc efemeroptere, libelule, ortoptere, blatoide, dermoptere, isoptere, himenoptere, neuroptere, diptere ș.a.
Saturnia pyri - cel mai mare lepidopter din Moldova
Arahnofauna este slab reflectată în publicații științifice, cei mai studiați fiind păianjeni, peste 300 de specii, și acarienii din sistemele agricole.[68].
Din crustacee se întâlnesc 320 de specii din 10 ordine, cele mai numeroase fiind filopodele, copepodele, podocopidele și amfipodele. Moluștele sunt reprezentate de gasteropode - 60 de specii acvatice și 70 terestre (Helix pomatia, Carychium minimum) și bivalve - 30 de specii (Anodonta cygnea, Adacna vitrea).